# K-pet Superlig
La KTFF Süperlig (K-pet Superlig por motivos de patrocinio) es la competición de fútbol más importante de Chipre del Norte formada por 16 equipos, que juegan un sistema de todos contra todos a 2 vueltas, siendo campeón quien consiga más puntos. Se disputa desde 1955 y está organizada por la Federación turca de fútbol de Chipre.
La KTFF Süperlig fue creada por 6 equipos en 1955. Los fundadores fueron: Baf Ülkü Yurdu, Çetinkaya Türk, Doğan Türk Birliği, Gençler Birliği, Gençlik Gücü y Mağusa Türk Gücü SK.

## Equipos de la KTFF Süperlig

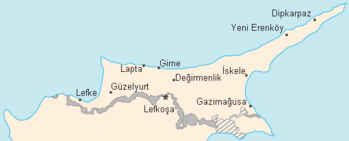
Chipre del Norte

- Alsancak Yeşilova
- Bostancı Bağcıl
- Çetinkaya Türk
- Cihangir
- Doğan Türk Birliği
- Düzkaya
- Gönyeli
- Küçük Kaymaklı Türk
- Lapta
- Lefke Türk
- Mağusa Türk Gücü
- Ozanköy
- Tatlısu Halk Ocağı
- Türkmenköy

## Palmarés
| Temporada | Campeón               | Subcampeón                 |
| --------- | --------------------- | -------------------------- |
| 1955-56   | Doğan Türk Birliği SK | Çetinkaya Türk SK          |
| 1956-57   | Doğan Türk Birliği SK | Çetinkaya Türk SK          |
| 1957-58   | Çetinkaya Türk SK     | Gençlik Gücü SK            |
| 1958-59   | Doğan Türk Birliği SK | Çetinkaya Türk SK          |
| 1959-60   | Çetinkaya Türk SK     | Yenicami ASK               |
| 1960-61   | Çetinkaya Türk SK     | Mağusa Türk Gücü SK        |
| 1961-62   | Çetinkaya Türk SK     | Doğan Türk Birliği SK      |
| 1962-63   | Küçük Kaymaklı TSK    | Doğan Türk Birliği SK      |
| 1963-64   | No finalizado         | No finalizado              |
| 1964-65   | No disputado          | No disputado               |
| 1965-66   | No disputado          | No disputado               |
| 1966-67   | No disputado          | No disputado               |
| 1967-68   | No disputado          | No disputado               |
| 1968-69   | Mağusa Türk Gücü SK   | Çetinkaya Türk SK          |
| 1969-70   | Çetinkaya Türk SK     | Yenicami ASK               |
| 1970-71   | Yenicami ASK          | Mağusa Türk Gücü SK        |
| 1971-72   | Gönyeli SK            | Yenicami ASK               |
| 1972-73   | Yenicami ASK          | Gönyeli SK                 |
| 1973-74   | Yenicami ASK          | Türk Ocağı LSK             |
| 1974-75   | No disputado          | No disputado               |
| 1975-76   | Yenicami ASK          | Gönyeli SK                 |
| 1976-77   | Mağusa Türk Gücü SK   | Gönyeli SK                 |
| 1977-78   | Gönyeli SK            | Mağusa Türk Gücü SK        |
| 1978-79   | Mağusa Türk Gücü SK   | Gençlik Gücü SK            |
| 1979-80   | Mağusa Türk Gücü SK   | Gönyeli SK                 |
| 1980-81   | Gönyeli SK            | Mağusa Türk Gücü SK        |
| 1981-82   | Mağusa Türk Gücü SK   | Küçük Kaymaklı TSK         |
| 1982-83   | Mağusa Türk Gücü SK   | Gönyeli SK                 |
| 1983-84   | Yenicami ASK          | Dumlupınar TSK             |
| 1984-85   | Küçük Kaymaklı TSK    | Gönyeli SK                 |
| 1985-86   | Küçük Kaymaklı TSK    | Mağusa Türk Gücü SK        |
| 1986-87   | Baf Ülkü Yurdu SK     | Küçük Kaymaklı TSK         |
| 1987-88   | Baf Ülkü Yurdu SK     | Küçük Kaymaklı TSK         |
| 1988-89   | Baf Ülkü Yurdu SK     | Doğan Türk Birliği SK      |
| 1989-90   | Baf Ülkü Yurdu SK     | Çetinkaya Türk SK          |
| 1990-91   | Doğan Türk Birliği SK | Baf Ülkü Yurdu SK          |
| 1991-92   | Doğan Türk Birliği SK | Gönyeli SK                 |
| 1992-93   | Gönyeli SK            | Doğan Türk Birliği SK      |
| 1993-94   | Doğan Türk Birliği SK | Gönyeli SK                 |
| 1994-95   | Gönyeli SK            | Yalova SK                  |
| 1995-96   | Akıncılar GK          | Gönyeli SK                 |
| 1996-97   | Çetinkaya Türk SK     | Gönyeli SK                 |
| 1997-98   | Çetinkaya Türk SK     | Küçük Kaymaklı TSK         |
| 1998-99   | Gönyeli SK            | Küçük Kaymaklı TSK         |
| 1999-00   | Çetinkaya Türk SK     | Gönyeli SK                 |
| 2000-01   | Gönyeli SK            | Esentepe SK                |
| 2001-02   | Çetinkaya Türk SK     | Yenicami ASK               |
| 2002-03   | Binatlı YSK           | Çetinkaya Türk SK          |
| 2003-04   | Çetinkaya Türk SK     | Düzkaya SK                 |
| 2004-05   | Çetinkaya Türk SK     | Lapta SK                   |
| 2005-06   | Mağusa Türk Gücü SK   | Çetinkaya Türk SK          |
| 2006-07   | Çetinkaya Türk SK     | Lapta SK                   |
| 2007-08   | Gönyeli SK            | Küçük Kaymaklı TSK         |
| 2008-09   | Gönyeli SK            | Tatlısu Halk Odasi SK      |
| 2008-09   | Gönyeli SK            | Tatlısu Halk Odasi SK      |
| 2009-10   | Doğan Türk Birliği SK | Gönyeli SK                 |
| 2010-11   | Küçük Kaymaklı TSK    | Bostancı Bağcıl TSK        |
| 2011-12   | Çetinkaya Türk SK     | Mağusa Türk Gücü SK        |
| 2012-13   | Çetinkaya Türk SK     | Yenicami ASK               |
| 2013-14   | Yenicami ASK          | Küçük Kaymaklı TSK         |
| 2014-15   | Yenicami ASK          | Küçük Kaymaklı TSK         |
| 2015-16   | Mağusa Türk Gücü SK   | Çetinkaya Türk SK          |
| 2016-17   | Yenicami ASK          | Doğan Türk Birliği SK      |
| 2017-18   | Yenicami ASK          | Doğan Türk Birliği SK      |
| 2018-19   | Mağusa Türk Gücü SK   | Yenicami ASK               |
| 2019-20   | Mağusa Türk Gücü SK   | Merit Alsancak Yeşilova SK |
| 2020-21   | No disputado          | No disputado               |
| 2021-22   | Mağusa Türk Gücü SK   | Merit Alsancak Yeşilova SK |

## Títulos por club
Desde 1955, 9 equipos diferentes han sido campeones:
| Club                   | Ciudad    | Campeón | Años campeón                                                                       |
| ---------------------- | --------- | ------- | ---------------------------------------------------------------------------------- |
| Çetinkaya Türk SK      | Nicosia   | 14      | 1958, 1960, 1961, 1962, 1970, 1997, 1998, 2000, 2002, 2004, 2005, 2007, 2012, 2013 |
| Mağusa Türk Gücü SK    | Famagusta | 11      | 1969, 1977, 1979, 1980, 1982, 1983, 2006, 2016, 2019, 2020, 2022                   |
| Gönyeli SK             | Nicosia   | 9       | 1972, 1978, 1981, 1993, 1995, 1999, 2001, 2008, 2009                               |
| Yenicami Ağdelen SK    | Nicosia   | 9       | 1971, 1973, 1974, 1976, 1984, 2014, 2015, 2017, 2018                               |
| Doğan Türk Birliği SK  | Kyrenia   | 7       | 1956, 1957, 1959, 1991, 1992, 1994, 2010                                           |
| Baf Ülkü Yurdu SK      | Morphou   | 4       | 1987, 1988, 1989, 1990                                                             |
| Küçük Kaymaklı Türk SK | Nicosia   | 4       | 1963, 1985, 1986, 2011                                                             |
| Akıncılar SK           |           | 1       | 1996                                                                               |
| Binatlı Yılmaz SK      | Morphou   | 1       | 2003                                                                               |